# Rhinotmethis beybienkoi
Rhinotmethis beybienkoi är en insektsart som beskrevs av Chogsomzhav 1975. Rhinotmethis beybienkoi ingår i släktet Rhinotmethis och familjen Pamphagidae. Inga underarter finns listade i Catalogue of Life.